# Postępowanie odrębne
Postępowania odrębne – postępowania uregulowane w Kodeksie postępowania cywilnego inaczej niż postępowanie w trybie zwykłym ze względu na przedmiot postępowania. Zostały uregulowane w tytule VII księgi pierwszej wspomnianego kodeksu. Ów tytuł składa się z kolei z szesnastu działów, które są poświęcone konkretnym postępowaniom odrębnym. Jednakże istnieje osiemnaście postępowań odrębnych, a to ze względu na fakt, iż prawie wszystkie wspomniane działy (z wyjątkiem trzech) podzielone zostały na rozdziały, które szczegółowiej regulują kwestię postępowań odrębnych. Wyróżnić zatem należy takie postępowania odrębne:
- o rozwód i separację – na żądanie jednego z małżonków
- w innych sprawach małżeńskich
- w sprawach ze stosunków między rodzicami a dziećmi
- w sprawach z zakresu prawa pracy
- w sprawach gospodarczych
- z udziałem konsumentów
- z zakresu ubezpieczeń społecznych
- w sprawach o naruszenie posiadania
- w sprawach z zakresu ochrony konkurencji oraz w sprawie praktyk nieuczciwie wykorzystujących przewagę kontraktową
- w sprawach o uznanie postanowień wzorca umowy za niedozwolone (obowiązuje w zakresie art. 47945[2])
- w sprawach z zakresu regulacji energetyki
- w sprawach z zakresu telekomunikacji
- w sprawach za zakresu transportu kolejowego
- w sprawach z zakresu regulacji rynku wodno-kanalizacyjnego
- w sprawach własności intelektualnej
- nakazowe
- upominawcze
- uproszczone
- europejskie postępowanie nakazowe
- europejskie postępowanie w sprawie drobnych roszczeń
- elektroniczne postępowanie upominawcze.